# Mozaika sztyftowa

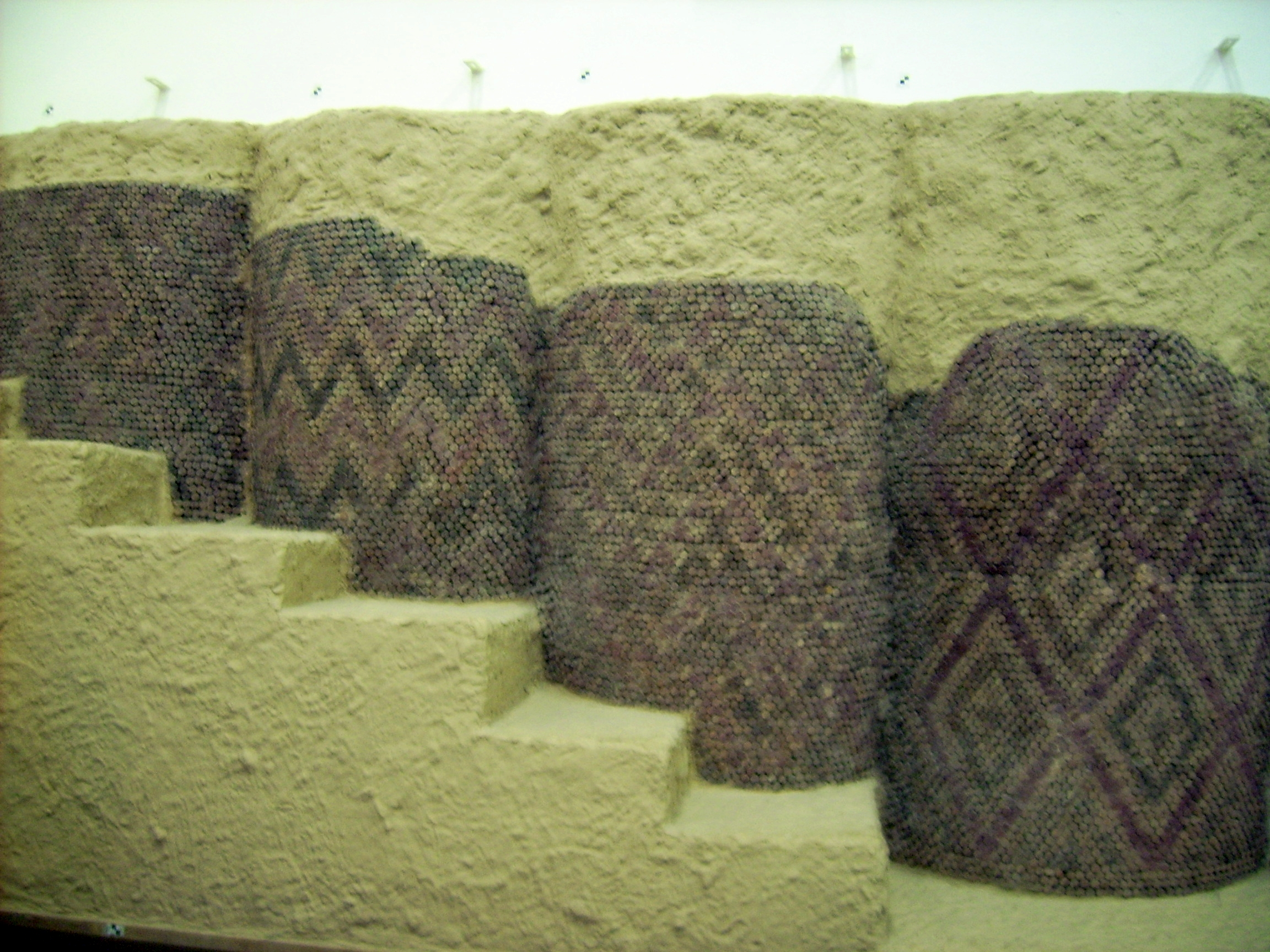
Fragment fasady świątyni w Uruk pokrytej mozaiką sztyftową – zbiory Muzeum Pergamońskiego w Berlinie

Mozaika sztyftowa (nazywana inaczej ćwiekową) – mozaika, jaką pokrywano ściany świątyń w IV tys. p.n.e. w południowej Mezopotamii. Mozaiki te wykonywane były za pomocą małych stożków z wypalonej gliny o długości 7–8 cm, których podstawa malowana była na czerwono, biało lub czarno.